# Elezioni parlamentari in Mauritania del 2018
Le elezioni parlamentari in Mauritania del 2018 si sono tenute il 1º settembre (primo turno) e il 15 settembre (secondo turno) per il rinnovo dell'Assemblea nazionale.

## Risultati
| Liste                                                                   | Voti    | %     | Seggi |
| ----------------------------------------------------------------------- | ------- | ----- | ----- |
| Unione per la Repubblica                                                | 136 809 | 20,11 | 89    |
| Raggruppamento Nazionale per la Riforma e lo Sviluppo (Tewassoul)       | 79 283  | 11,65 | 14    |
| Unione per la Democrazia e il Progresso                                 | 30 495  | 4,48  | 6     |
| El Karam                                                                | 24 761  | 3,64  | 6     |
| Alleanza Nazionale Democratica                                          | 22 148  | 3,25  | 4     |
| Unione delle Forze del Progresso                                        | 19 664  | 2,89  | 3     |
| Raggruppamento delle Forze Democratiche                                 | 19 273  | 2,83  | 3     |
| Partito Choura per lo Sviluppo                                          | 15 409  | 2,26  | 3     |
| Partito Unitario per la Costruzione della Mauritania                    | 14 063  | 2,07  | 4     |
| Alleanza Popolare Progressista                                          | 12 899  | 1,90  | 3     |
| Sawab                                                                   | 12 265  | 1,80  | 3     |
| Sursaut (Partito del Soprassalto per la Gioventù della Nazione)         | 11 273  | 1,66  | 3     |
| Patto Nazionale per la Democrazia e lo Sviluppo                         | 9 865   | 1,45  | 2     |
| El Wiam (Partito dell'Intesa Democratica e Sociale)                     | 9 188   | 1,35  | 2     |
| Partito della Conciliazione e della Prosperità                          | 7 878   | 1,16  | 1     |
| Alleanza per la Giustizia e la Democrazia/Movimento per il Rinnovamento | 7 102   | 1,04  | 1     |
| Partito dell'Unità e dello Sviluppo                                     | 6 890   | 1,01  | –     |
| Altri <1%                                                               | 241 190 | 35,45 | 6     |
| Non assegnati                                                           | –       | –     | 2     |
| Totale                                                                  | 680 455 | 100   | 155   |

- I 155 seggi sono così ripartiti: 93 a livello dipartimentale, 18 nella circoscrizione unica di Nouakchott, 20 tra liste concorrenti su base nazionale, 20 tra liste con candidature riservate alle donne, 4 all'estero.
- Gli ulteriori 6 seggi sono attribuiti, uno ciascuno, a Union Démocratique Nationale (0,80%), Parti «El Islah» (0,76%), Parti Mauritanien pour Demain (0,60%), Parti «WAVA» Mauritanien (0,57%), Parti de la Coalition des Mauritaniens pour la Patrie (0,52%), Parti de la Paix et du Progrès Démocratique (0,48%).